# Rudolf-von-Habsburg-Brücke
Die Rudolf-von-Habsburg-Brücke ist eine Straßenbrücke, die bei Germersheim den Rhein überspannt. Sie liegt im Verlauf der Bundesstraße 35, die Germersheim und Philippsburg verbindet.
Der insgesamt 605 m lange Brückenzug besitzt im Strombereich eine gevoutete Stahlbalkenbrücke und beidseitige Vorlandbrücken aus Spannbeton. Die Gradiente beträgt zwischen 1,0 % und 1,4 %. Das Bauwerk hat vier Fahrstreifen sowie beidseitig einen Gehweg. Es entstand in den Jahren 1968 bis 1971. Am 18. Oktober 2008 wurde das Bauwerk nach König Rudolf von Habsburg, der Germersheim 1276 die Stadtrechte verlieh, benannt.

## Konstruktion
Die Straßenüberführung besteht im rechtsrheinischen Vorland aus einer fünffeldrigen Spannbetonbrücke mit 229 m Länge. Es folgt eine dreifeldrige Strombrücke aus Stahl mit 287 m Länge und linksrheinisch eine 89 m lange, zweifeldrige Spannbetonbrücke. Die Massivbrücken haben einen zweistegigen Plattenbalkenquerschnitt und rechtsrheinisch einheitliche Stützweiten von 45,8 m sowie linksrheinisch von 44,5 m.
Den 1966 ausgelobten Wettbewerb gewinnt Hellmut Homberg für die Bietergemeinschaft Rheinstahl Union Brückenbau, Dortmund und Ed. Züblin, Stuttgart. Der Leiter der Abteilung "Konstruktion Brückenbau" der Fa. Rheinstahl Union Brückenbau: Ulrich Krüger, wirkte an der Realisierung dieses Bauwerks maßgeblich mit.
Die Strombrücke ist eine Stahlbalkenbrücke mit Stützweiten von 61 m in den beiden Randfeldern und 165 m im Hauptfeld. Die Konstruktionshöhe beträgt über den Hauptpfeilern 5,35 m, in Strommitte 5,0 m und an den Enden der Stahlkonstruktion 4,1 m.
In Querrichtung besteht der Überbau aus einer Plattenbalkenkonstruktion mit zwei vollwandigen Hauptträgern und einer orthotropen Fahrbahnplatte. Die Hauptträger liegen im Abstand von 14,34 m und haben eine Untergurtbreite von 1,2 m. Die senkrecht dazu angeordneten, 0,8 m hohen Querträger kragen beidseitig 4,48 m aus und liegen in Abständen von 1,81 m im Bereich der Mittelstützen und 2,24 m in den Randfeldern. Im Strombereich wird eine lichte Höhe von 9,1 m beim höchsten schiffbaren Wasserstand eingehalten.

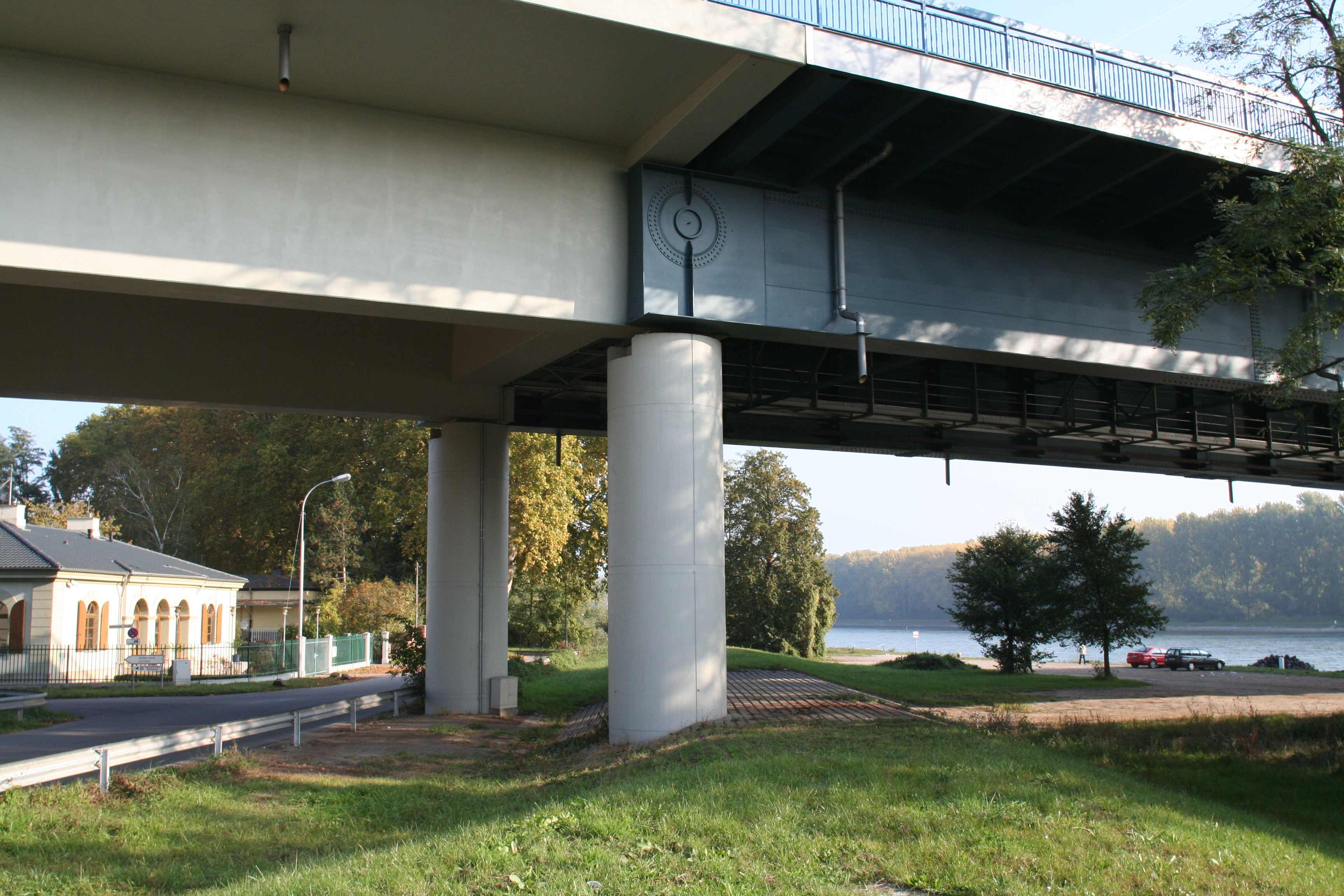
Gelenkausbildung

An den Enden sind die Hauptträger der Stahlbrücke mit den Stegen der Betonbrücken durch horizontale Gelenkbolzen miteinander verbunden.
Der Strompfeiler wurde 7 m unter der Stromsohle mit einem Stahlsenkkasten gegründet, die Uferpfeiler haben Brunnengründungen.
Die Stahlbrücke wurde im Freivorbau errichtet.